# Eugène Gire
Pour les articles homonymes, voir Gire.
Eugène Giroud, plus connu sous les pseudonymes d'Eugène Gire et de Eu. Gire, est un dessinateur et scénariste français de bandes dessinées, né le 16 janvier 1906 et mort le 23 novembre 1979.

## Biographie
Eugene Gire commence sa carrière de dessinateur et illustrateur humoristique en 1937 à la Société parisienne d'édition, dans L'Épatant (1937-1939) et l'Almanach Vermot (1940). Il travaille aussi pour diverses revues avant-guerre, et au Téméraire sous l'Occupation, mais c'est à la Libération que sa carrière décolle. En 1941, il se lance dans la bande dessinée avec Toto Tourbillon, puis en 1943, il figure au sommaire de Hardi Les Gars. Dès 1945, il entre chez Vaillant, pour qui il réalise entre autres Les Aventures de R. Hudi Junior, puis La Pension Radicelle (série très inspirée par Pim Pam Poum), Kam et Rah, et A. Bâbord et Père O.K..
En 1947, Eugene Gire publie, en italien et dans la revue italienne Il Moschettiere, un récit en plusieurs épisodes dont le titre est Le avventure di Mitro figlio e di Bistek (Les Aventures de R. Hudi Junior et de Nitrate) du n° 13 au n° 24 de la revue Il Moschettiere (1947).
En 1946, il participe à Vaillante le Journal des Fillettes, où il adapte Alice au Pays des Merveilles, mais il entreprend aussi diverses histoires pour la S.A.E.T.L. (Société anonyme d'éditions techniques et littéraires). En 1947, il dessine Le Corsaire volant et Poste 304 dans Bob et Bobette. De 1948 à 1951, il travaille avec la Collection Hurrah ! (des aventures de Zorro et de western), puis en 1952, il reprend Le Maître des corsaires et anime le Premier Exploit du jeune Tourville dans Le Corsaire. En 1954, il réalise Jim Ouragan, publié dans Red Canyon et Ouragan.
Il travaille aussi dans les petits formats de Mon journal avec Capt'ain Vir de Bor, qu'il transmet à son fils Michel-Paul Giroud, Jean Tambour ou Le Messager du roy Henri. Il dessine aussi pour la presse, et imagine Jim Ouragan pour Artima.
Il prend sa retraite en 1967 pour cause de maladie, et meurt en 1979 à Evreux (Eure).